# Josef Hubert von Neipperg
Maria Josef Hubert Ernst Amadeus Vincenz Benediktus Antonius Konrad Apolinarius Graf und Herr von Neipperg, heer van Schwaigern (Schwaigern, 22 juli 1918 - aldaar, 12 september 2020) was sinds 28 december 1947 hoofd van het hoogadellijke en ebenbürtige geslacht Neipperg.

## Biografie

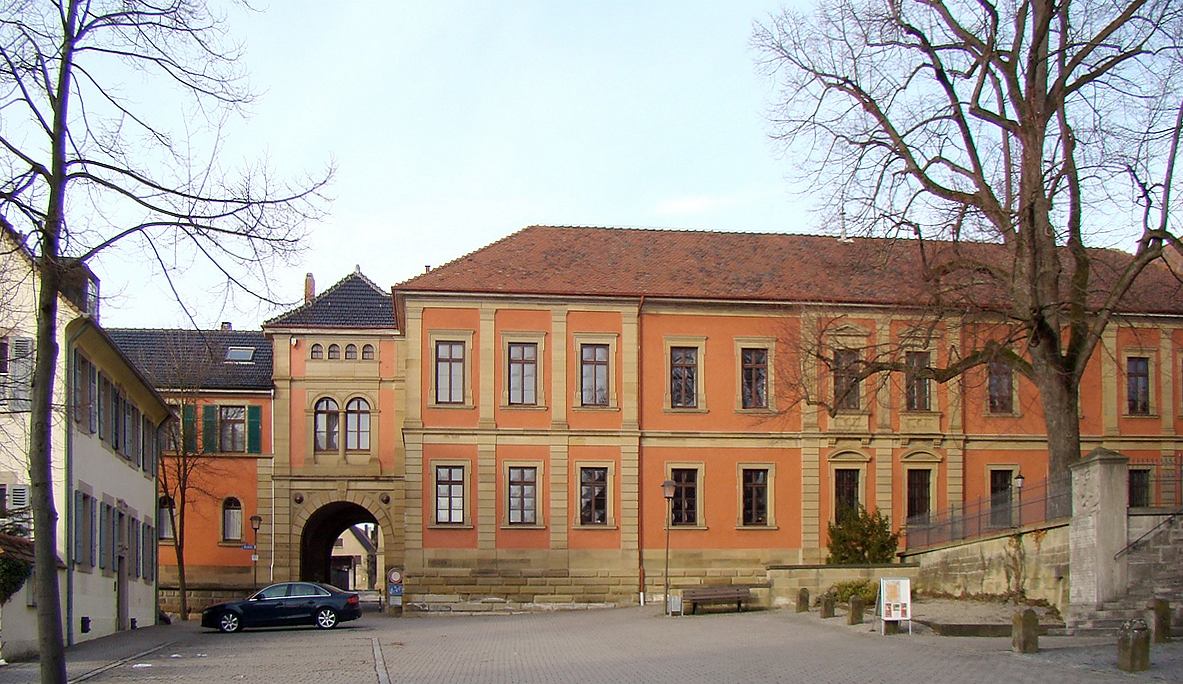
Schloss Schwaigern

Neipperg werd geboren op het stamslot Schwaigern als zoon van Anton Ernst von Neipperg (1883-1947) en Anna gravin von Silva-Tarouca (1888-1971). Zijn oudste broer en Erbgraf Karl Reinhard sneuvelde in Rusland in 1944, waardoor hij in 1947 zijn vader opvolgde als hoofd van het geslacht. Hij was grootgrondbezitter en onder andere eigenaar en bewoner van het Schloss Schwaigern. Hij trouwde in 1951 met Maria Gräfin von Ledebur-Wichelin (1920-1984) met wie hij acht kinderen kreeg. Hij hertrouwde in 1986 met Therese Prinzessin zu Hohenlohe-Waldenburg-Schillungsfürst (1938), dochter van Friedrich Karl 8e Fürst zu Hohenlohe-Waldenburg-Schillungsfürst (1908-1982), uit welk huwelijk geen kinderen geboren werden.
Neipperg was onder andere Ridder in de Orde van het Gulden Vlies en voerde als hoofd van het geslacht het predicaat Doorluchtigheid (Duits: Erlaucht) en de titels Graf und Herr von Neipperg.
Het geslacht is eveneens eigenaar van het Château Canon-La-Gaffelière, een van de Grands Crus Classés van de Saint-Emilion; dit wijngoed wordt in 2018 geëxploiteerd door zijn zoon Stephan Graf von Neipperg (1957) die met zijn gezin ook het kasteel bewoont.
Neipperg overleed op 102-jarige leeftijd op zijn geboorteslot. Zijn opvolger als hoofd van het geslacht is zijn oudste zoon Karl Eugen von Neipperg (1951) die trouwde met Andrea Habsburg-Lothringen (1953), dochter van de kroonprins Otto van Habsburg-Lotharingen (1912-2011).